# Футбол на почтовых марках Украины
Футбо́л на почто́вых ма́рках Украи́ны — тематический каталог (перечень) знаков почтовой оплаты (почтовых марок), введённых в обращение почтой Украины с 2001 года, посвящённых теме футбола.
Памятные (коммеморативные) почтовые марки, посвящённые тематике футбола выпускались дирекцией государственного предприятия почтовой связи «Укрпочта» (укр. КМД УДППЗ «Укрпошта») с 2001 года.
Все почтовые марки, введённые в обращение почтой Украины на тему футбола, напечатаны государственным предприятием «Полиграфический комбинат „Украина“».

## Футбол в филателии
«Футбо́л в филатели́и» (или «футбо́л на почто́вых ма́рках») — название одного из подразделов области спортивной филателии — тематического коллекционирования знаков почтовой оплаты и штемпелей, посвящённых футболу, чемпионатам мира и другим футбольным спортивным соревнованиям, известным футболистам, футбольным стадионам, клубам и организациям или связанных с ними темам.

## Список коммеморативных (памятных) марок
Порядок следования элементов в таблице соответствует номеру по каталогу марок Украины на официальном сайте Укрпочты (укр. КМД УДППЗ «Укрпошта»), в скобках приведены номера по каталогу «Михель».
| № по каталогу                                                           | Изображение | Описание и источники | Номинал                    | Дата выпуска         | Тираж   | Художник            |
| ----------------------------------------------------------------------- | ----------- | --- | -------------------------- | -------------------- | ------- | ------------------- |
| № 405 (Mi #462)                                                         |             | Український футбол. с укр. — «Украинский футбол». | 0,50 гривны                | 10 августа 2001 года | 500 000 | Валерий Евтушенко   |
| № 584 (Mi #642) № 585 (Mi #643) № 586 (Mi #644) № 587 (Mi #645)         |             | Зчіпка 100 років FIFA. с укр. — «Сцепка 100 лет FIFA». | 0,45 0,75 0,80 2,61 гривны | 17 мая 2004 года     | 100 000 | Василий Василенко   |
| № 588 (Mi #646)                                                         |             | UEFA 50 years. с укр. — «UEFA 50 лет». | 3,52 гривны                | 17 мая 2004 года     | 100 000 | Владимир Колдуненко |
| № 729 (Mi #789)                                                         |             | «Чемпіонат світу з футболу. Німеччина». с укр. — «Чемпионат мира по футболу. Германия». | 2,50 гривны                | 4 мая 2006 года      | 130 000 | Василий Василенко   |
| № 730 (Mi #790)                                                         |             | «Чемпіонат світу з футболу. Німеччина». с укр. — «Чемпионат мира по футболу. Германия». | 3,50 гривны                | 4 мая 2006 года      | 130 000 | Василий Василенко   |
| № 875 (Mi #917)                                                         |             | Назустріч «Євро 2012». с укр. — «На встречу „Евро 2012“». | 3,33 гривны                | 22 декабря 2007 года | 200 000 | Д. Швец             |
| № 1183 (Mi #1225)                                                       |             | Власна марка: Україна — футбольна країна: м. Київ. НСК «Олімпійський». с укр. — «Собственная марка: Украина — футбольная страна: г. Киев НСК „Олимпийский“». | V                          | 20 февраля 2012 года | 99 988  | Елизавета Якимова   |
| № 1184 (Mi #1226)                                                       |             | Власна марка: Україна — футбольна країна: м. Харків. ОСК «Металіст». с укр. — «Собственная марка: Украина — футбольная страна: г. Харьков ОСК „Металлист“». | V                          | 20 февраля 2012 года | 99 988  | Елизавета Якимова   |
| № 1185 (Mi #1227)                                                       |             | Власна марка: Україна — футбольна країна: м. Донецьк. «Донбас Арена». с укр. — «Собственная марка: Украина — футбольная страна: г. Донецк „Донбасс Арена“». | V                          | 20 февраля 2012 года | 99 988  | Елизавета Якимова   |
| № 1186 (Mi #1228)                                                       |             | Власна марка: Україна — футбольна країна: м. Львів. «Арена Львів». с укр. — «Собственная марка: Украина — футбольная страна: г. Львов „Арена Львов“». | V                          | 20 февраля 2012 года | 99 988  | Елизавета Якимова   |
| № 1192 (Mi #1234)                                                       |             | Блок «УЄФА ЄВРО 2012тм. Україна-Польща». с укр. — «Блок „УЕФА ЕВРО 2012. Украина—Польша“». | 62,55 гривны               | 11 мая 2012 года     | 30 000  | Наталия Андрийченко |
| № 1194 (Mi #1236) № 1195 (Mi #1237) № 1196 (Mi #1238) № 1197 (Mi #1239) |             | Зчіпка «Міста-господарі УЄФА ЄВРО 2012тм»: Львів, Київ, Харків, Донецьк. с укр. — «Сцепка „Города-хозяева УЕФА ЕВРО 2012“: - Львов; - Киев; - Харьков; - Донецк». | 4,80 гривны                | 28 мая 2012 года     | 200 000 | Елизавета Якимова   |
| № 1198 (Mi #1240) № 1199 (Mi #1241) № 1200 (Mi #1242) № 1201 (Mi #1243) |             | Зчіпка з чотирьох марок «Футбольні арени УЄФА ЄВРО 2012тм»: «Арена Львів», НСК «Олімпійський», ОСК «Металіст», «Донбас Арена». с укр. — «Сцепка из четырёх марок „Футбольные арены УЕФА ЕВРО 2012“: - Арена Львов; - НСК Олимпийский; - ОСК Металист; - Донбасс Арена». | 4,80 гривны                | 28 мая 2012 года     | 200 000 | Елизавета Якимова   |
| № 1202 (Mi #1244)                                                       |             | UEFA EURO 2012тм": Славко і Славек. с укр. — «UEFA EURO 2012тм": Славко и Славек». | 4,80 гривны                | 1 июня 2012 года     | 200 000 | Нет данных          |
| № 1205 (Mi #1245)                                                       |             | UEFA EURO 2012тм: футбольні арени. с укр. — «UEFA EURO 2012тм": футбольные арены». | 12,00 гривен               | 8 июня 2012 года     | 200 000 | Нет данных          |
| № 1206 (Mi #1246)                                                       |             | «UEFA EURO 2012тм»: логотип. с укр. — «UEFA EURO 2012тм": логотип». | 27,60 гривны               | 8 июня 2012 года     | 300 000 | Нет данных          |
| № 1207 (Mi #1247) № 1208 (Mi #1248)                                     |             | Блок «Фінальна частина чемпіонату Європи з футболу 2012 р». с укр. — «Блок „Финальная часть чемпионата Европы по футболу 2012 г“.». | 27,60 гривны               | 11 июня 2012 года    | 200 000 | Нет данных          |
| № 1209 (Mi #1251) № 1210 (Mi #1252) № 1211 (Mi #1253)                   |             | Блок «Україна вітає EURO 2012тм». с укр. — «Блок „Украина приветствует EURO 2012тм“». | 13,80 гривны               | 25 июня 2012 года    | 30 000  | Юлика Правдохина    |
| № 1499 (Mi #1544)                                                       |             | «Національна збірна України з футболу». с укр. — «Национальная сборная Украины по футболу». | 7,65 гривны                | 22 мая 2016 года     | 130 000 | Сергей Горобец      |
| № 1639 (Mi #1687)                                                       |             | «UEFA Champions League Final Kyiv 2018 (Фінал Ліги Чемпіонів УЄФА. Київ — 2018)». с укр. — «UEFA Champions League Final Kyiv 2018 (Финал Лиги Чемпионов УЕФА, Киев — 2018)».                                                                                            | 9,00 гривен                | 20 мая 2018 года     | 130 000 | Нет данных          |

## Комментарии
1. ↑  Коммеморативные марки — обобщённое название специальных художественных (памятных, юбилейных и других) почтовых марок. Для упрощения терминологии в случаях, когда требуется лишь подчеркнуть, что данная марка не является общеупотребляемой (то есть стандартной), под термином «коммеморативная марка» подразумевают, кроме перечисленных выше, также тематические (рисунки которых, посвящены определённой теме коллекционирования) марки. Также все упомянутые марки, объединённые термином «коммеморативная», имеют общую черту: как правило, такие марки изготовляются на высоком полиграфическом уровне[4].
2. ↑  Ниже приведён перечень памятных художественных марок (с возможностью сортировки по номиналу, тиражу и дате введения в обращение).
3. 1 2 3 4  Литерный номинал «V» соответствует тарифу на пересылку неприоритетного простого почтового отправления, массой до 20 грамм в пределах Украины[23]. Литерный номинал «V» эквивалентен 4,00 грн (курсовая стоимость марки приведена по данным Укрпочты на 27 октября 2017 года)[24].
4. 1 2 3 4 5  Автор не указан в АИ.